# 世界超密着TV!ワレワレハ地球人ダ!!
『世界超密着TV!ワレワレハ地球人ダ!!』（せかいちょうみっちゃくテレビ ワレワレハちきゅうじんダ）は、2000年10月20日から2001年9月7日までフジテレビ系列局で放送されていたフジテレビ製作のドキュメントバラエティ番組である。全35回。

## 概要
若手の日本人テレビディレクターが世界各国のテレビプロデューサーからの依頼で海外で収録してきた「超密着」ドキュメントVTRを、スタジオのコメンテーターたちが視聴・批評していた番組。VTRの多くは非常に過酷な環境の下で収録されていた。

## 放送時間
いずれも日本標準時。
- 金曜 20:00 - 20:54 （2000年10月20日 - 2001年3月16日）
- 金曜 19:57 - 20:54 （2001年4月13日 - 2001年9月7日） - 3分拡大。初回と最終回は19:00からの2時間スペシャルで放送。

## コメンテーター
- 和田アキ子
- 太田光（爆笑問題）
- 田中裕二（爆笑問題）
- 山瀬まみ
- 三村マサカズ（さまぁ〜ず）
- 細川茂樹
- 水川あさみ

## スタッフ
- 構成：堀田延、渡辺哲夫、堀江利幸、山名宏和、渡邊大輔、YAS5000
- ディレクター：木伏智也、小野勇、小林周一、田中秀幸、岡田直也、志賀直哉、上野和彦
- アシスタントディレクター：石原久嗣
- 演出：三木康一郎
- プロデューサー：柴田紀久（SFINX） / 夏野亮（フジテレビ）
- 技術協力：八峯テレビ、FLT、IMAGICA
- 美術協力：フジアール
- 制作協力：SFINX、NCV、NEW TYPE LAB.
- ナレーション：郷里大輔（スネークハンター3）、鈴木麻里子、戸谷公次、山寺宏一ほか

## スネークハンターシリーズ
10メートルの大蛇を生け捕りにした者に与えられる5万ドルの賞金を獲得しようとするイギリス人作家・フィリップ。彼の大蛇捕獲に木伏Dら日本人クルーが超密着取材した。インドネシアを舞台にした「1」、カメルーンを舞台にした「2」、そしてブラジルを舞台にした「3」が制作された。
当初はインドニシキヘビを捕獲対象にしていたが、大物が獲れないので「2」ではアフリカニシキヘビを対象に、「3」では対象をアナコンダと、より大型で危険な種にまで広げて企画が続行された。企画打ち切り時に木伏がスタジオで読み上げた作文によると、捕れるまで是が非でも続けるつもりだったという。

### シリーズを通じて登場する人物
- フィリップ・マーキュリー - 10mの大蛇捕獲に執念を燃やすイギリス人作家。非常に短気でワンマン気質な性格をしており、自分をボスだと主張したり、怒りに任せてすぐ物に八つ当たりして破壊したり、日本人クルーを見下した発言を事あるごとにする（白人クルーをも見下した発言をした事もある）などして一行を不穏な空気にさせることが多い。これらの傍若無人ぶりから、番組内（特にスタジオのコメンテーターたちの間で）で「わがままフィリップ」と呼ばれていた。
- 木伏智也 - ディレクター。日本人クルーのリーダー。座右の銘は「初志貫徹」。何かと同じ言葉を連呼する癖がある。フィリップとはしばしば対立するが、次第に自らも大蛇捕獲への執念を燃やしていく。フィリップによると「弟子」らしい。
- 大塚勉 - 音声担当。日本人クルーの一員。木伏と対立することもあるが、身体を張って蛇の捕獲に乗り出すなど度胸のある一面も。
- 山田和久 - カメラマン。日本人クルーの一員。「2」のカメルーンで食中毒と寄生虫疾患で倒れるも、撮影続行を希望する。

### 第1シリーズ「スネークハンター 〜超巨大ヘビ捕獲に命を賭ける男〜」
2000年10月20日から同年12月22日まで放送された最初のシリーズ。全6話。
インドネシアのボルネオ島で大蛇捕獲を目指すフィリップは、ジャングルを分け入ってスネークハンターの部族の下を訪れる考えだったが、自身の無謀な主張や度重なるアクシデント、苛酷な自然環境に対する苛立ちからトラブルが絶えず、パーティの人間関係は崩れていく。木伏Dは企画断念まで考えたが、ついに巨大蛇の狩場を発見し、自らの足を噛ませて大蛇を捕獲。そのニシキヘビは7メートルあったが、パーティ全員で協力して捕獲し、大きな成果を得た。

#### このシリーズでの登場人物
- マリーン - 女性医師。フィリップの恋人（？）
- ポール - フィリップの知り合いでジャングルの治安を守るレンジャー部隊の隊員。

### スネークハンター2
2001年1月19日から同年4月27日まで放送。全10話。
フィリップが再び大蛇捕獲のためにアフリカ・カメルーンへ飛んだという知らせを受け、再び旅に出た日本人クルーたち。現地でフィリップたちと再会したものの、フィリップは大蛇が見つからない苛立ちから相変わらず独善的な行動と言動を繰り返しており、マリーンとの関係は悪化していた。そのパーティの前に、フィリップのライバル・スネークハンターであるジョンソンが現れ、マリーンと親密な態度を見せる。これに焦ったフィリップが無謀な計画を打ち立て、一行を引き連れ強引にヘビ狩りに出発。過酷な環境にまたしても人間関係は崩壊、食中毒やトラックの爆発炎上、それに伴う物資の不足など極限状況に追い込まれる。
焼失したテープと資金を田中Dから救援を受けて撮影を続行したが、傍若無人な行動を起こし続けるフィリップに対して遂に一行の不満が爆発。反旗を翻し、ついに木伏が一行のリーダーとして推挙される。しかし、強すぎる撮影への義務感が裏目に出て木伏は孤立。メンバーに責め立てられた木伏はカメラを前に撮影放棄を宣言した。
旅終了かと思われたが、音声担当の大塚が自らヘビ穴に挑んでヘビを捕獲し、その活躍でクルーに和が戻る。そしてフィリップから明かされたフィリップ最愛の父の死。実は旅の本当の目的は、父が経営する寂れた動物園を賞金と大蛇そのもので活気を取り戻すことであり、その父の他界でフィリップは旅の目的を失っていた。その直後、マリーンがヘビ穴に落下する事故が発生。フィリップはヘビ狩りを諦めると言い始めるが、木伏たちはローランと共に洞窟へ向かう。しかし、ヘビに巻きつかれて窮地に陥ってしまう。そこにフィリップが駆け付け、木伏は危機を脱し、大蛇（ニシキヘビ）も見事捕獲。しかしその体長は8メートルで、再び旅の目的は果たせなかった。

#### このシリーズでの登場人物
- マリーン - 前回に続いての同行。今回の最終話でフィリップとの関係を絶った。
- ジョー・タコム - 現地コーディネーター。気弱な性格。蛇を神として崇める村に蛇を素材とするアクセサリーを身につけて入り、トラブルを引き起こしたことがある。
- ローラン - 生物学者。チーム分裂の最中にもヘビを探し続けた。
- ジョンソン - ライバルのスネークハンター。
- 田中秀幸 - ディレクター。日本から救援物資を持って途中参加したが、爬虫類は大の苦手で足手まとい扱いされてしまう。

### スネークハンター3
2001年6月8日から同年9月7日まで放送。全7話。
木伏D一行は「10メートルの大蛇を撮影するまで日本には帰らない」と言い、ニシキヘビよりもさらに巨大に成長するアナコンダを狙って独断で南米に渡る。彼らを止めるため田中Dが日本から向かうも、逆に田中Dも冒険に加わり、目的を失ったはずのフィリップも合流、一行は「伝説のアナコンダハンター」マリオを探す旅に出る。木伏Dやコーディネーター・エドの相次ぐ負傷、ワニ、ピラニア、人食いアナコンダの恐怖。そして探し出したマリオの、恐るべき「人間トローリング」捕獲。
期待と不安、狂気の入り混じる中、東京のプロデューサーが木伏に伝えたのは「番組終わるから（日本に帰って来い）」という番組そのものの打ち切りを示唆する無情の宣告だった。事ここに至って木伏は悩み抜いた末、クルーに番組の打ち切りを断腸の思いで伝える。一方、聞かされた日本人クルー達はこの無情の事実に大激怒し、僅かに残されていた団結は完全に瓦解。残る2日のロケで一行はアナコンダ2頭の捕獲に成功するも、体長は4m。木伏もこの際にフィリップに番組打ち切りを伝えると「裏切り者！」と罵られてしまう。結局、日本人クルーたちの冒険はフィリップとプロデューサーに良いように振り回された揚句、無念の内に終わりを告げ、番組自体もそのまま打ち切り終了となった。

#### このシリーズでの登場人物
- エベルソン・レモス - 現地コーディネーター。流暢な関西弁を話す。初顔合わせの際には遅刻した一行を叱りつけた。気は強いがヘビは苦手。
- ジュベルト・マガリャエス - サンパウロ大学のヘビ研究家。
- ジャナイナ・ガンゼルト - ジュベルトが紹介したアシスタント。かなりの美人で、木伏に好意を寄せる。
- エド - フィリップに付き添うコーディネーター。彼の手足となって行動する。
- マリオ - ジャナイナの恋人にして、伝説のアナコンダハンター。
- マルセロ - マリオの助手。
- 田中秀幸 - ディレクター。今回はほぼ全編に登場。本来の役目は木伏一行を止め、日本に戻すことだった。番組内での様子から、番組自体の打ち切りまでは知らなかったようである。

## 小野勇ディレクターシリーズ

### ジャングルクエスト 〜密林に消えた宣教師を探せ〜
2000年10月20日から2001年6月22日まで放送。全13話。
1988年、オランダ人宣教師フランス・リスハウスがキリスト教布教のために向かった南太平洋の島々で突如失踪。亡くなった彼の母の遺志を引き継いで彼を探すため、日本から小野Dが彼の足跡をたどって島々を巡る。舞台は太平洋の島々。出発地はバヌアツ共和国の首都・ポートビラ。そこから同国内を北上していたが、のちに地名が「第3の島」などと一般名詞化されていったため、詳細は不明。当初は島々で現地住民に上陸を拒否されるなどして行き詰まっていたが、数々の試練を乗り越えたり、多くの住民と交流したりする中、ついにある島でフランスの足取りを掴んだ一行。
実はフランスは数か月前までその島に滞在していたが、病気のためにオランダへ帰国していた。フランスに母の死を伝えるという使命は果たせなかったものの、小野Dはオランダの教会で彼に会い、270日の旅を終えた。

#### 登場人物
- フランス・リスハウス - 消えた宣教師。彼の帰りを待ちわびた母親も、1994年に他界している。
- 小野勇 - ディレクター。日本人クルーのリーダー。座右の銘は義理・人情。旅を通して勇敢な人間へ成長する。
- 松本 - 音声担当。日本人クルーの一員。
- カメラマン - 日本人クルーの一員。
- シルビオ - バヌアツのコーディネイター。半年を越える旅を通じ、小野とは親友となる。ビザの関係で途中でのリタイヤを余儀なくされた。
- ジャック - 次なる国に同行できなかったシルビオに代わるコーディネイター。フランスを案内したことがあるという。

## 小林周一ディレクターシリーズ

### 呪いのドクロ
2001年2月16日から同年3月9日まで放送。全4話。
かつてスコットランドの港町を恐怖に陥れた「触ったら死ぬドクロ」。このドクロを発見して「触っても死なない」ことを証明しようとする大学教授に、日本から小林Dらが密着する。スネークハンター2と同時期に収録されており、小林は「木伏には負けたくない」と対抗意識を燃やしていた。
最終的にはドクロは実在したものの、「いたずら好きだった宿屋の主人（故人）による作り話だった」という結論で終わった。

#### 登場人物
- トム・マクドナルド - ドクロの謎を追う大学教授。ドクロの箱を開ける際には真っ先に逃げ出した。
- ボブ・フレイザー - マクドナルドの助手を務める青年。
- 小林周一 - ディレクター。
- 小川紀子 - 音声担当。
- 野坂和宏 - カメラマン。
- ギャビン・リース - 現地コーディネーター。

### 地獄のカニ漁
2001年4月27日から同年5月25日まで放送。全4話。
「魔の海域」とも言われる極寒のベーリング海で「地雷の除去作業を抜いて世界一危険な職業に認定された」キングクラブ（タラバガニ）漁に挑む「パトリシア・リー号」の船員たちに、日本から小林Dらが密着する。ただでさえ危険な仕事場に、異国の取材陣が立ち入ることを快く思わない船員たちに船酔いやトラブルを起こして迷惑をかけ続ける日本人クルー。船員たちとの信頼関係を徐々に築いていくものの、副船長の負傷、小林Dの海中転落などの事件を経て、寄港地でついに「安全を保障できないから」として下船を勧められる。小林Dは船を降りる決断をする。

#### 登場人物
- 小林周一 - ディレクター。カキが大好物。生ガキを食べて食当たりを起こしたりと、様々なトラブルに見舞われた。
- ウォン・チョイ - カメラマン。
- 石原久嗣 - AD。AD歴は6か月で、ロケに出たのはこの企画が初めて。船員たちの獲ったカニを勝手に調理したりして日本人クルーとの間に諍いを作るなど数々の失態を犯すほか、小林が倒れた時には小林の代理として取材を任されたが、取材対象を自分では決められず小林にうんざりされ、無駄な取材を数時間にわたって行った[7]あげく翌日には「冷凍庫に超密着したいと思います」と言って冷凍庫に入り、船が揺れた際の衝撃で上げ蓋が閉まり2時間にわたって閉じ込められ死にかけた[8]など、無能ぶりを次々と露呈。企画終了後には和田アキ子から「あのまま乗っていっちゃったら石原が何やらかすか分からない」とまで言い切られた。
- マーク・ライアン - 現地コーディネーター。小林の食当たりの原因をカキであると推測した。
- ジェフ・デイビス - パトリシア・リー号 (Patricia Lee) 船長。5年前魔の海域で2人の親友を亡くした経験を持つ。仕事には命を懸けている。
- J.R. - パトリシア・リー号の副長。甲板で働く漁師たちのまとめ役であり、当初は日本人クルーを邪魔者扱いしていたが、最後には色々と楽しかったと小林たちを認めた。
- ジム - パトリシア・リー号の漁師。

### アニマルファンタジー
2001年8月10日と同年9月7日に放送。全2話。
「地獄のカニ漁」の小林D・AD石原のコンビが、オーストラリア北部のクイーンズランドの奥地で2メートル30センチの巨大カンガルー捕獲を目指す動物学者・ブレンダンに密着。「地獄のカニ漁」を通じて無能さとトラブルメーカーぶりに磨きがかかった石原は、この企画においても夜行性動物の観察中にカメラのフラッシュを焚いてブレンダンを怒らせる、崖から転落する、車の窓からタバコをポイ捨てしてブレンダンに「拾え!」と激怒されるなど、数々のトラブルを引き起こした。
1メートル80センチのカンガルーを捕獲できたものの、番組自体が終了したことで企画も目標達成には至らないまま終了した。この企画で巨大カンガルーのスタンドポップが作成され、それを見たコメンテーターたちは「怖い」と恐れ慄いた。また、AD石原によって現地のモグラゴキブリとオオヤスデがおみやげとして持ち帰られ、コメンテーターたちを恐怖のどん底に陥れた。
BGMには『ジュラシック・パーク』のテーマが多用されていた。

#### 登場人物
- 小林周一 - ディレクター。襟巻を広げて走るエリマキトカゲを撮影したいと言い出してブレンダンに拒否[12]されたり、ウォンバットに襲われて怯えたりと、悪い意味での都会人ぶりが目立った。
- ブレンダン・ライアン - 超巨大カンガルーを研究のため[13]に捕獲しようとする動物学者。野生動物保護活動を行っている。自然破壊は絶対許さない性格で、数々の愚行を重ねながらも反省どころか周囲にさらなる迷惑をかけまくる石原を蛇蝎の如く嫌った。
- 石原久嗣 - AD歴8か月。天性の大トラブルメーカーにして無能の馬鹿。この旅において動物好きであることが判明。その味覚・感覚は常人とは大きく異なっており、昆虫食[14]もマツカサトカゲの鱗の触感[15]もモグラゴキブリ[16]にもまったく動じない。オスのエミューにメスと間違われて交尾されるという経験をした。ただ、ブレンダンを激怒させるほどの愚行を次々と重ねておきながら反省一つせず、それどころか周囲にさらなる迷惑をかけまくるという学習能力の無さが新たに露呈した。
- マシュー・ブラウン - 現地コーディネーター。
- イアン・ミラー - ブレンダンの親友。ケアンズ近郊の国立公園でレンジャーをしている。

## 田中秀幸ディレクターシリーズ

### 王女様の料理番
2001年1月12日から同年2月9日まで放送。全3話。
南太平洋のトンガ王国にて、トンガ人料理人・ラタが王宮に日本食を採用させるべく、自ら王女に日本料理を作る。食材としてエビを選んだところ、王女がアレルギーでエビが食べられないことが発覚し、食材選びからやり直しになったこともある。3度の挑戦を経て自らの腕の未熟さを悟ったラタが挑戦を断念して終了。

## 岡田直也ディレクターシリーズ

### クロコダイルハンター
2001年4月13日と同年5月4日に放送。全2話。
オーストラリアのコーディネーター・スーザンからの「黄金のワニがいる」という情報をもとに、岡田Dら日本人クルーと俳優・細川茂樹がロケに参加。ワニ狩りに集中したい現地のクロコダイルハンターたちと、あくまで「芸能人」として他のスタッフを見下す細川、彼と現地ハンターたちとのトラブルを避けるために悪戦苦闘する岡田たち日本人クルーの三者の軋轢が深まっていくが、最終的にはワニを捕獲するという目的のもとに団結。目的は果たせなかったものの、3.5メートルの大ワニの捕獲に成功した。

### 超密着最終テスト・崖っぷちディレクター探検隊
2001年5月25日から同年6月22日まで放送。全4話。
上記「クロコダイルハンター」で同行者の細川の怒りを買い、さらにはスタジオのコメンテーターたちからも糾弾されてしまった岡田D。自らに課せられた番組降板の危機を回避すべく、タイを舞台に「びっくり人間」への密着取材を敢行するのだが…。

#### 登場人物
- 岡田直也（崖っぷちディレクター） - 「クロコダイルハンター」において不謹慎な態度を見せてしまったため、同行した細川の怒りを買い、さらには番組コメンテーターたちに糾弾、「裏切り者の海賊みたい」などと酷評される。なお、今回の超密着ではスタジオの細川に「もうね、コノヤロウですよ」「アイツはね、金とカレーライスの話しかしないんですよ」「何ですか、アレは!?」「アレがアイツの実力ですよ!」と徹底的に酷評されてしまっている。
- プラジット - タイのコーディネーター。岡田の要望に応じ、様々な奇人変人の情報を提供する。

「頭でドリアンを割る男」など多数のびっくり人間を探し出したものの、結局岡田は細川やスタジオのコメンテーターたちを満足させられずにクビにされる（前述の「頭でドリアンを割る男」は「ドリアンで頭を割る男だ」と酷評された）が、これに関しては細川の我儘に振り回された揚句の人身御供にさせられた見方が強い。

## その他の企画

### バットボーイズ 〜地獄の不良更生キャンプ〜
2000年10月20日から同年11月24日まで放送。全4話。
参加者の殆どが社会復帰を果たすというアメリカの不良更生プログラム「エデュコプログラム」に参加する少年に1週間超密着した企画。

### おとり大捜査線 IN USA
2000年10月27日に放送。

### ビバリーヒルズ超青春白書
2000年11月3日から2001年3月16日まで放送。全7話。
「映画のような恋愛をしたい」という夢を抱いた一人の日本人少女が、カリフォルニア州のビバリーヒルズに留学してその実現に挑む企画。4か月以上にわたって放送されたものの、中途半端な形で終了した。

### インド天才ディレクター
2000年12月1日と2001年1月12日に放送。全2話。
インドで視聴率70%の記録を打ち立てた天才ディレクターが日本で番組を作るとどうなるか？という実験の模様を追う、番組唯一の国内で行われた企画。

### 王女様のレストラン
2001年6月1日から同年8月24日まで放送。全3話。
カリブ海の島国トリニダード・トバゴの大統領令嬢マーガレット・ロビンソンから、「日本料理店を開店させたい」との依頼が番組に届く。政府から支給される開店資金を賭け、二人の料理人がマーガレット自らの審査のもと対決することとなった。国一番のホテルのシェフ・アリに志賀D、来日経験のある見習いシェフ・デレックに上野Dという同期のライバルディレクターがそれぞれ密着。勝負は「麺」「デザート」「ご飯もの」の3回戦で行われ、初戦はデレックが勝利したものの、この敗北が逆にアリを発奮させることになる。最終的に資金力と経験で勝るアリが後の二戦を制し、2勝1敗で勝利をおさめた。

### デビルハザード
2001年8月3日に放送。
タイ北部のチェンマイ近郊に存在するという「住んだら死ぬ館」。その館を見つけるべく、日本人コーディネーターが立ち上がった。日本から田中Dらが同行し、チェンマイの村々を駆け回るが、最終的に館を見つけられずに企画終了。